# 화성휴게소

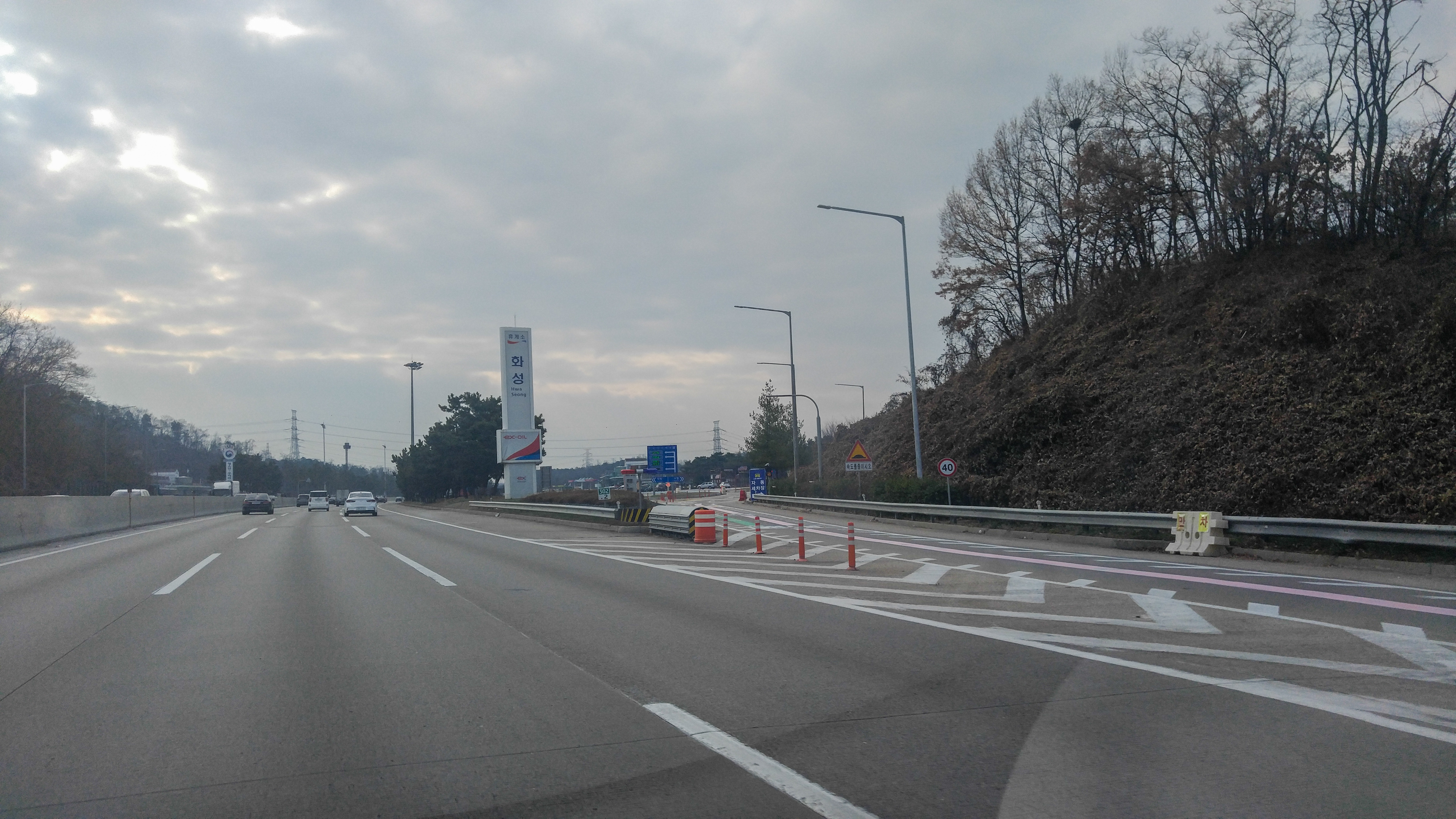
고속도로에서 바라본 화성휴게소의 모습

화성휴게소(華城休憩所, Hwaseong Service Area)는 경기도 화성시 팔탄면에 위치한 서해안고속도로의 고속도로 휴게소이다. 양방향 모두 휴게소가 존재한다.

## 시설
- 화장실
- 식당
- 주유소:알뜰주유소(양뱡향)
- 충전소:E1 LPG(양뱡향)
- 주차장
- 매점
- 전기차충전소
- 현금 자동 입출금기

## 전후
서울 방향
- 발안 나들목→화성휴게소→비봉 나들목
- 행담도휴게소→화성휴게소→매송휴게소

목포 방향
- 발안 나들목←화성휴게소←비봉 나들목
- 행담도휴게소←화성휴게소←매송휴게소

## 사진

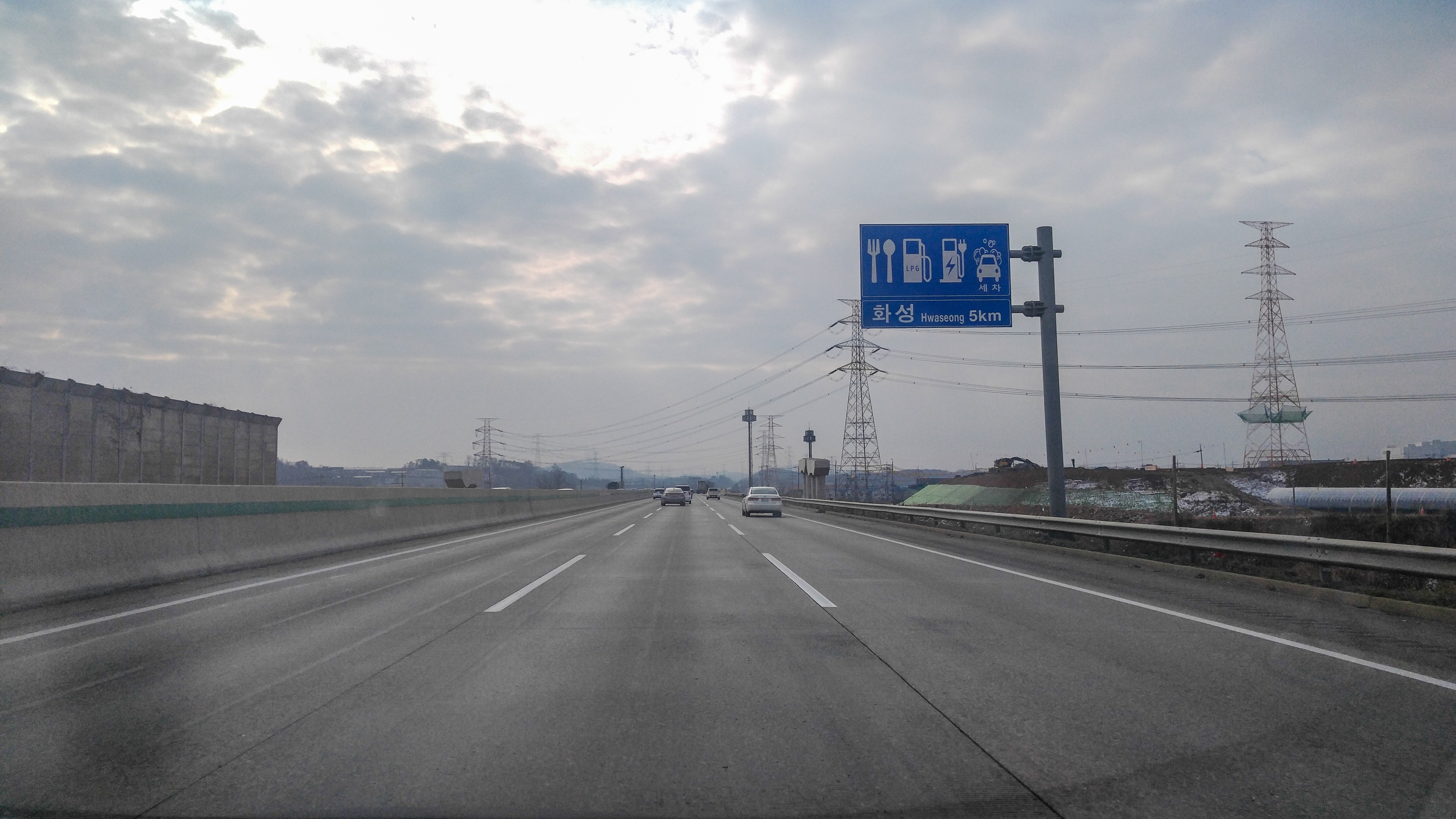
5km 표지판 (당진 방면)
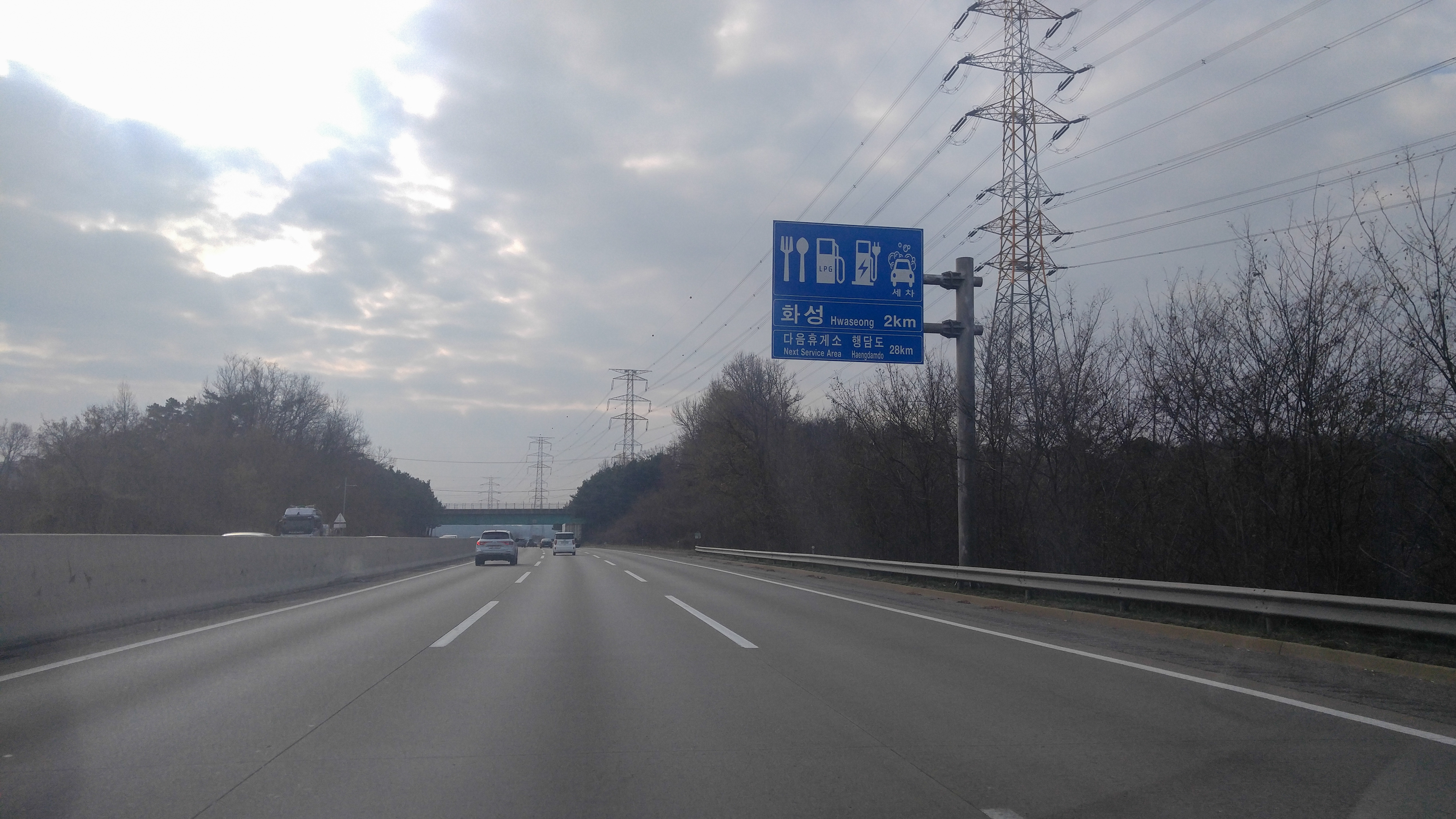
2km 표지판 (당진 방면)